# Le Lever du soleil
Le Lever du soleil est un tableau de François Boucher peint en 1753. Il est exposé à la Wallace Collection de Londres avec l'autre élément de la paire, Le Coucher du soleil.